# Нагайбаки
Нагайба́ки (ногайбаки, тат. нагайбәкләр) — этнорелигиозная группа татар, проживающих по большей части в Нагайбакском и Чебаркульском районах Челябинской области. Язык — нагайбакский говор казанского диалекта татарского языка. Верующие — православные христиане. По российскому законодательству официально являются коренным малочисленным народом.

## История

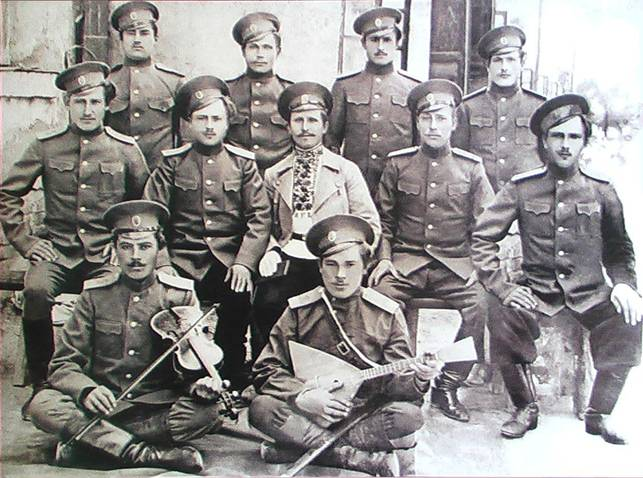
Казаки-нагайбаки из села Париж, начало XX века

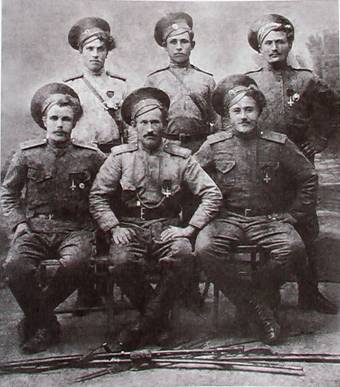
Казаки-нагайбаки из станицы Требиятской (ныне поселок Требиятский), 1916 год.

Нагайбаки под названием уфимских новокрещен известны с начала XVIII века. К концу XVIII века жили в Верхнеуральском уезде, Нагайбакской крепости (у современного села Нагайбаково в Бакалинском районе Башкортостана), селе Бакалы и 12 деревнях. Кроме нагайбаков-казаков в этих селениях жили татары-тептяри, между ними и казаками существовали интенсивные брачные связи. В 1736 году по указу императрицы Анны Иоанновны в целях укрепления пограничья с казахскими степями на территории Южного Зауралья на реке Ик была заложена Нагайбакская крепость. Туда из Уфимского уезда на службу были собраны новокрещены, переехавшие из Татарии и Башкирии с женами и детьми.
Часть нагайбаков жила в казачьих поселениях Оренбургского уезда: Подгорном, Гирьяле, Алабайтале, Ильинском, Нежинском.
26 февраля 1842 года выходит Высочайшее повеление Николая I о переселении нагайбаков на Южный Урал.

### Происхождение
Согласно сведениям из энциклопедии «Народы России» под редакторством А. В. Тишкова, опубликованной издательством БРЭ, наиболее аргументированно мнение о первоначальном проживании предков нагайбаков в центральных районах Казанского ханства и возможности их этнической принадлежности к ногайско-кыпчакским группам.
Согласно электронной версии БРЭ, этническую основу нагайбаков составляли крещёные казанские татары, переселившиеся в Восточное Закамье, вероятно, во 2-й половине XVII — нач. XVIII вв. При этом в рамках данной версии не исключается участие в этногенезе нагайбаков потомков ногайцев и финно-угорских народов Приуралья.
В. Н. Витевский называл нагайбаков потомками арских татар-мурз, крестившихся вскоре после взятия Казани Иваном Грозным. Ф. М. Стариков утверждал, что нагайбаки — это крещёные татары, выходцы из Арска.
Ряд авторов поддерживает происхождение нагайбаков от крещёных ногайцев, отколовшихся от основной части Ногайской орды. Возможно, нагайбаки происходят из военной свиты Сююмбике, дочери мангыта Юсуф-бия.
Среди троицко-бакалинской группы, по сведениям этнографа М. А. Круковского, имеются предания о башкирских и монгольских корнях народа. Наличие у кряшен и нагайбаков монгольской гаплогруппы C3-M217 А. М. Тюрин допускает происхождением части кряшен, то есть нагайбаков, от крещёных ногайцев и отчасти от крещёных калмыков.

## Численность

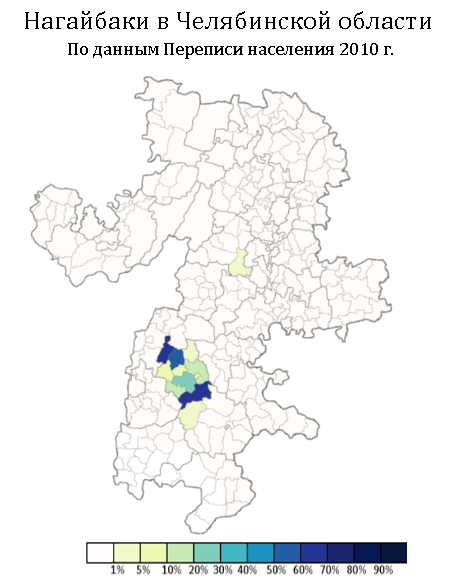
Нагайбаки в Челябинской области по городским и сельским поселениям в %, перепись 2010 г.

Поскольку нагайбаки в советский период учитывались после 1926 года при переписях вместе с татарами, то определение их точной численности затруднительно. Исследователь И. Р. Атнагулов приводит следующие данные по численности нагайбаков: 1866 г. — 4287 чел, 1897 г. — 7812 чел., 1926 г. — 7722 чел., 1959 г. — около 8700 чел., 1979 г. — около 9700 чел., 1989 г. — около 12 000 чел., 2002 г. — 9600 чел., 2010 г. — 8148 чел.
Численность нагайбаков в населённых пунктах Челябинской области в 2002 году:
| Населённый пункт     | Численность |
| -------------------- | ----------- |
| село Париж           | 1682        |
| посёлок Остроленский | 1630        |
| село Фершампенуаз    | 1571        |
| посёлок Кассельский  | 915         |
| город Магнитогорск   | 859         |
| пгт Южный            | 254         |
| посёлок Астафьевский | 253         |
| посёлок Кужебаевский | 186         |
| посёлок Требиятский  | 137         |
| город Челябинск      | 116         |

## Культура и религия

### Выставки
С 10 сентября по 5 ноября 2016 года в Казани, в Национальной художественной галерее «Хазинэ» Государственного музея изобразительных искусств Республики Татарстан, экспонировалась выставка «Традиционная культура нагайбаков Южного Урала», организаторами которой выступили Министерство культуры Республики Татарстан, Министерство культуры Челябинской области, Национальная художественная галерея «Хазинэ» Государственного музея изобразительных искусств Республики Татарстан, музей предметов нагайбакской культуры села Попово Чебаркульского района Челябинской области, МКУК «ЦМС» села Фершампенуаз Нагайбакского района Челябинской области. На торжественном открытии (презентации) выставки, состоявшемся 9 сентября 2016 года, выступил фольклорный нагайбакский коллектив. Издан каталог выставки.

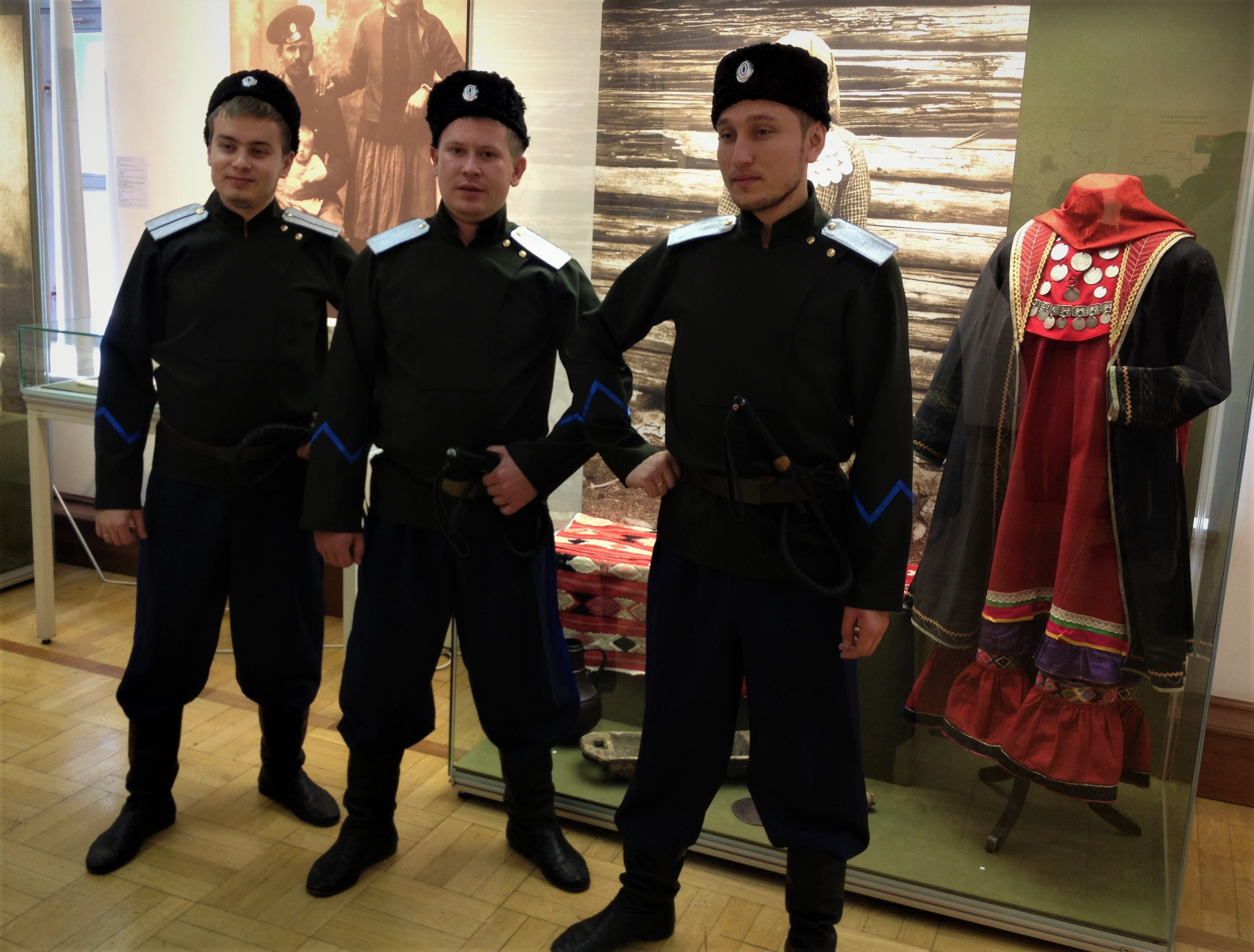
Казаки-нагайбаки на выставке «Традиционная культура нагайбаков Южного Урала» (Казань, 2016 год)
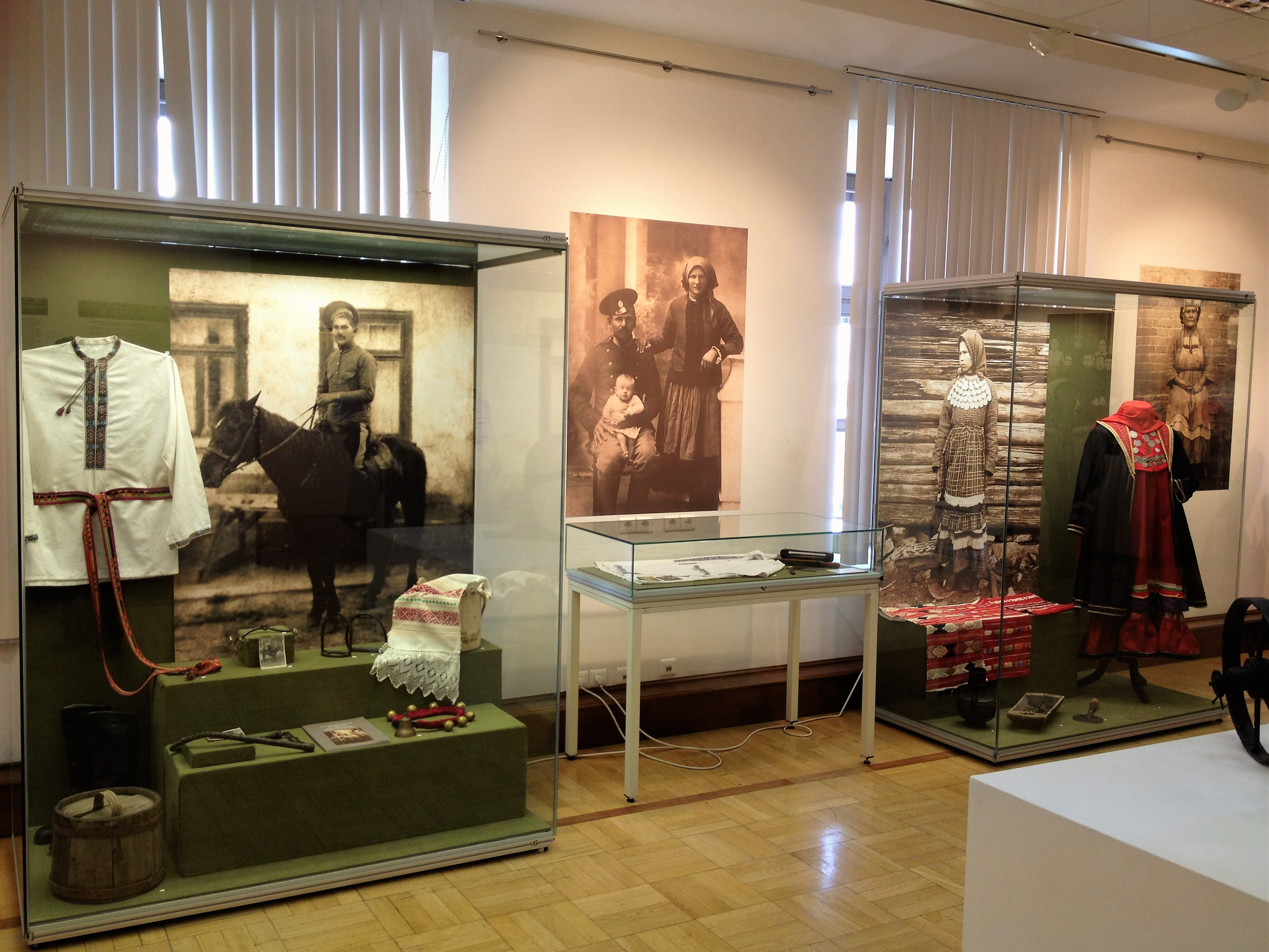
Экспонаты выставки «Традиционная культура нагайбаков Южного Урала» (Казань, 2016 год)
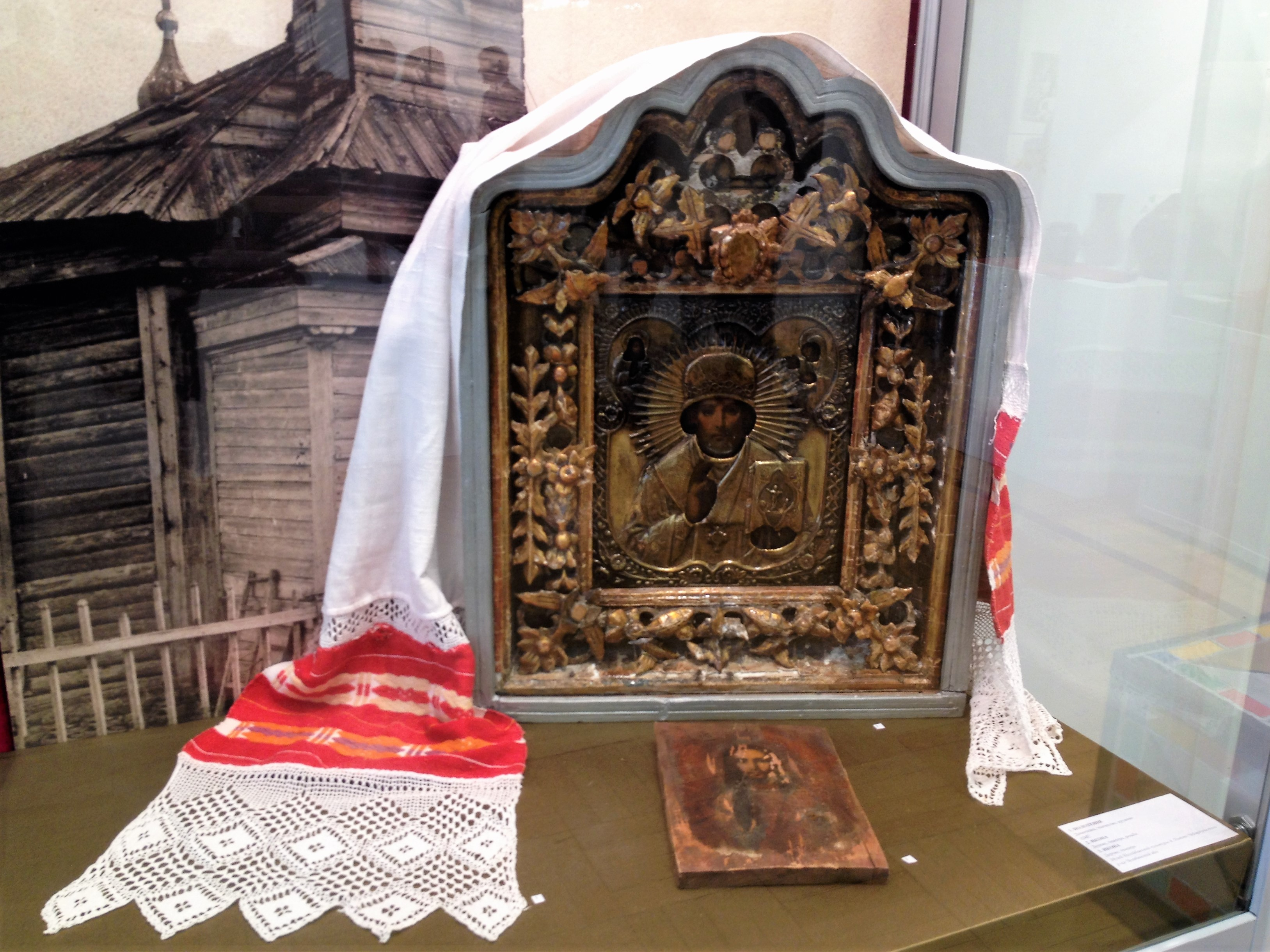
Экспонаты выставки «Традиционная культура нагайбаков Южного Урала» (Казань, 2016 год)
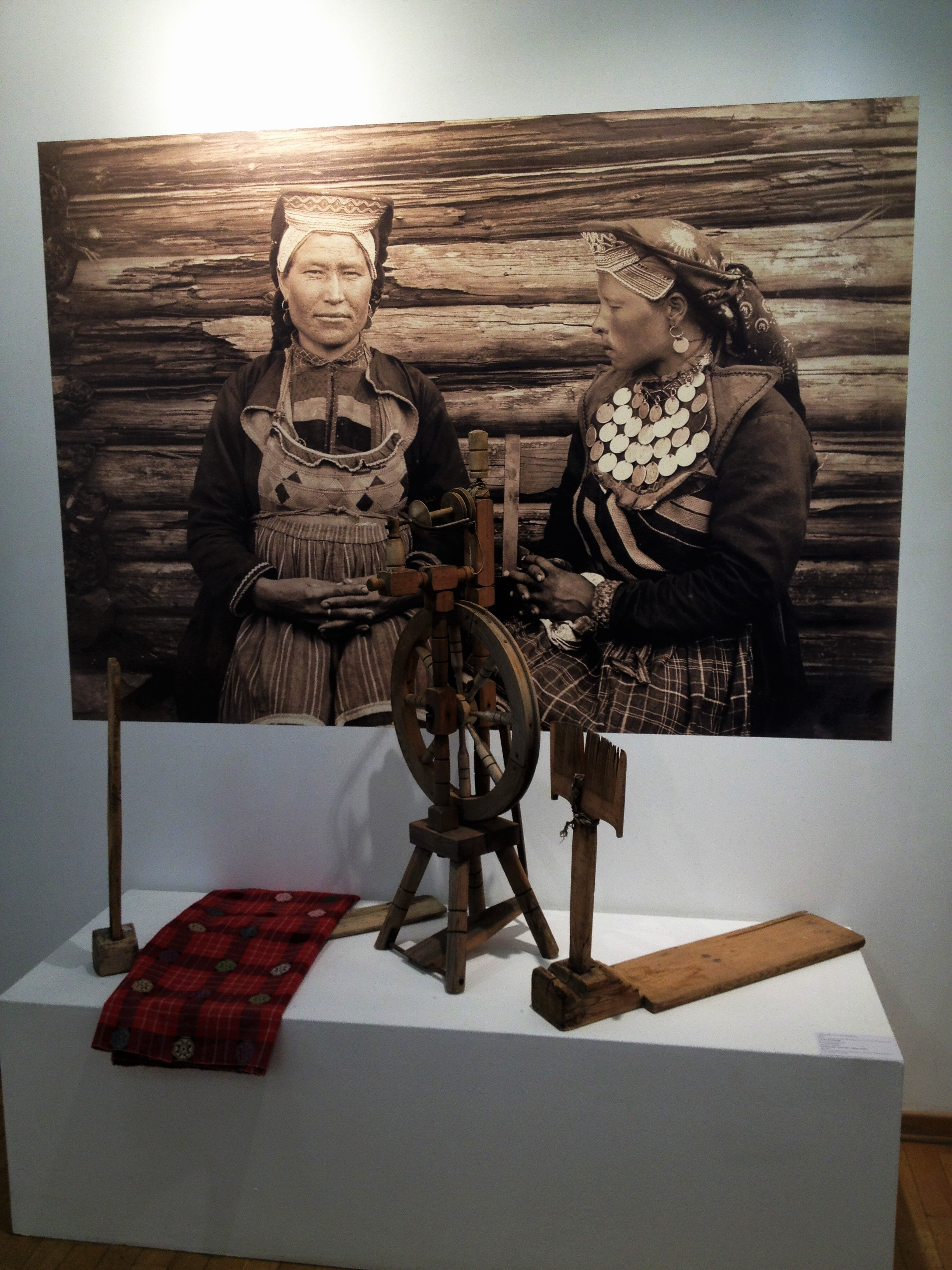
Экспонаты выставки «Традиционная культура нагайбаков Южного Урала» (Казань, 2016 год)
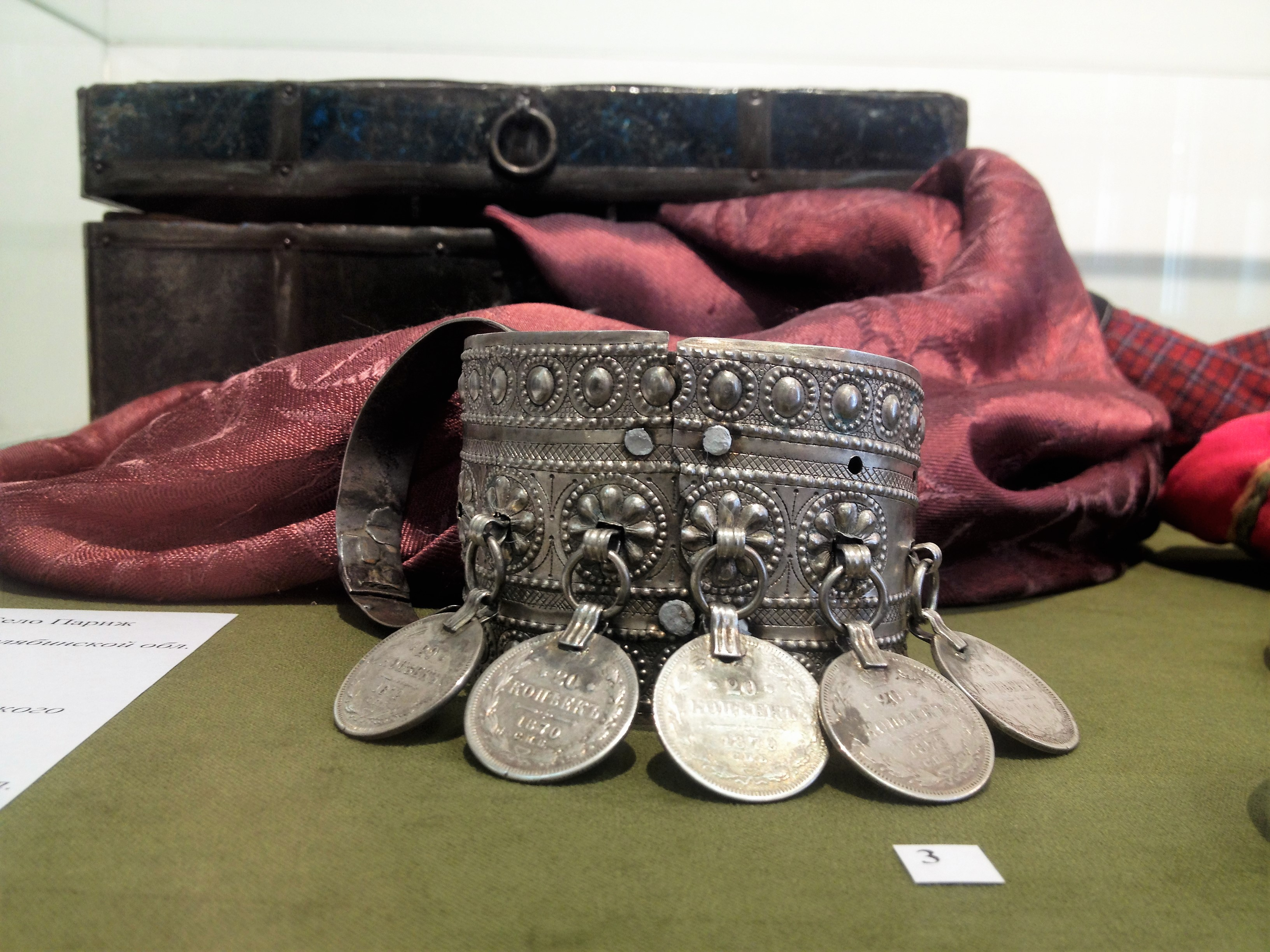
Экспонаты выставки «Традиционная культура нагайбаков Южного Урала» (Казань, 2016 год)
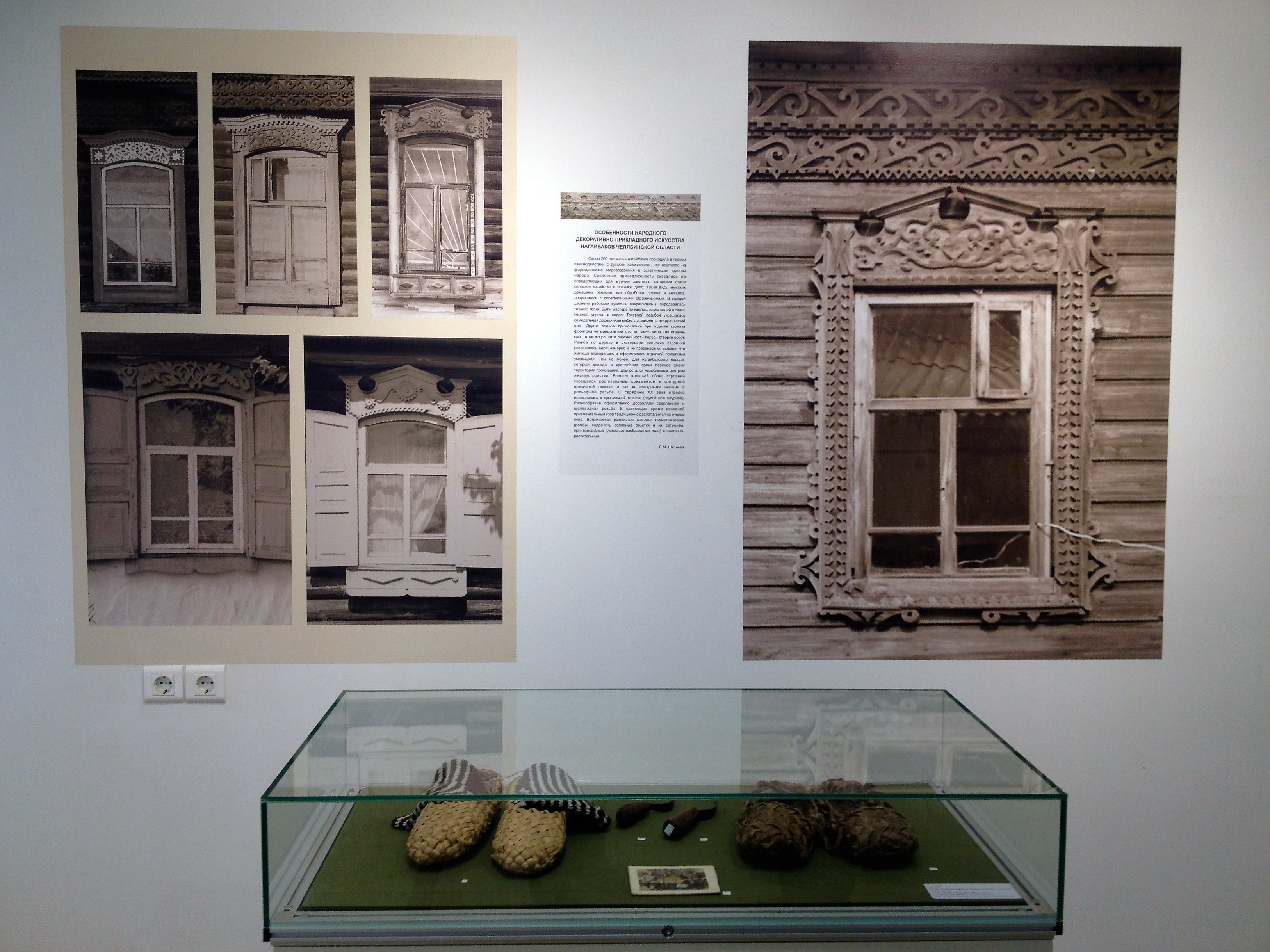
Экспонаты выставки «Традиционная культура нагайбаков Южного Урала» (Казань, 2016 год)